# Murtala Mohammed
Murtala Ramat Mohammed (Kano, 8 novembre 1938 – Lagos, 13 febbraio 1976) è stato un politico e generale nigeriano.

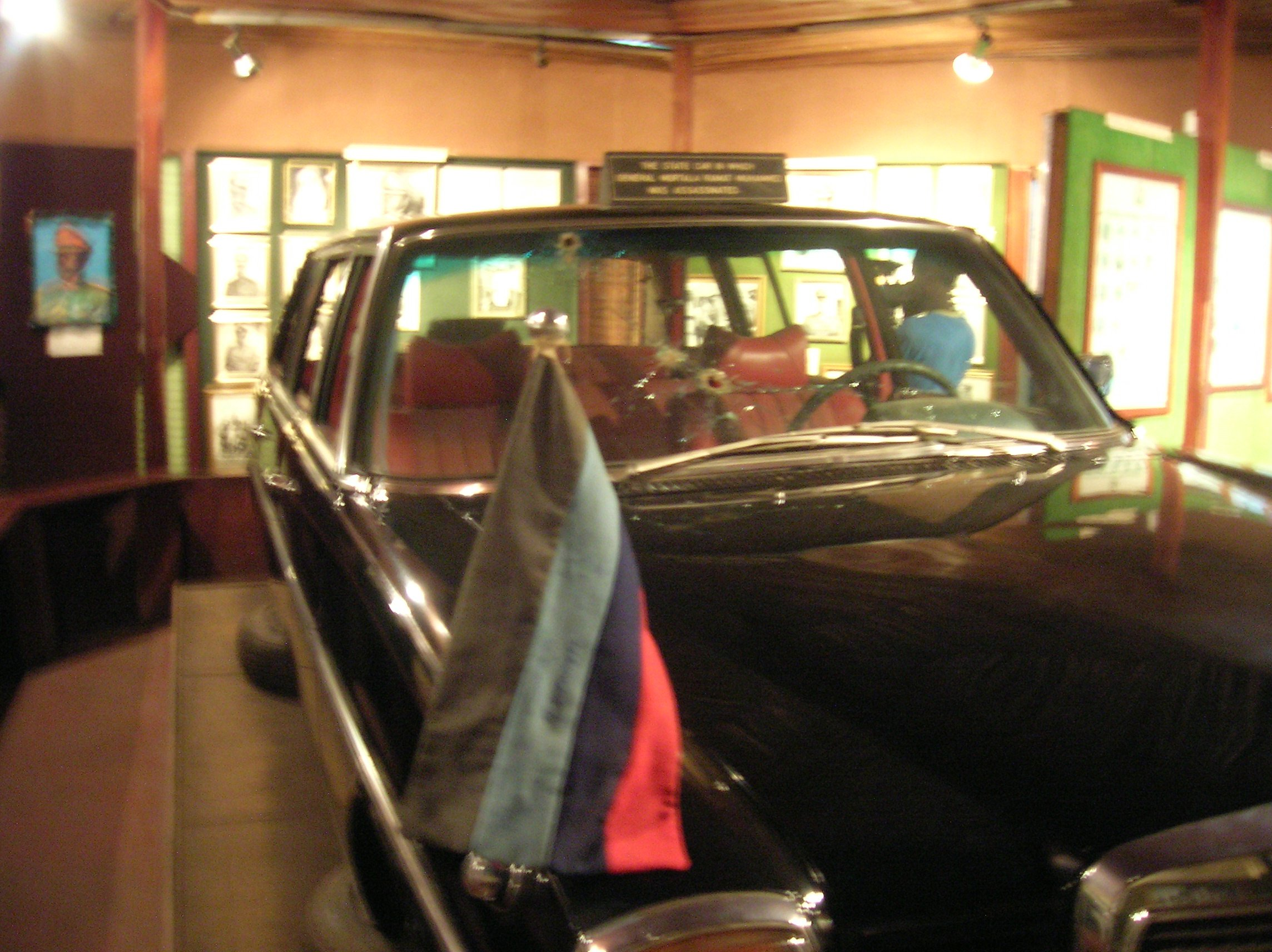

È stato capo di Stato della Nigeria, come Capo del Governo Federale Militare della Nigeria, dal luglio 1975 al febbraio 1976, quando è stato ucciso.
A lui è intitolato l'Aeroporto Internazionale Murtala Muhammed.